# Remo Freuler
Remo Marco Freuler (Ennenda, Suiza, 15 de abril de 1992) es un futbolista suizo que juega como centrocampista en el Bologna F. C. 1909 de la Serie A de Italia.

## Trayectoria
Tanto en la temporada 2009-10 como en la 2010-11, compaginó el filial con el primer equipo del F. C. Winterthur y Grasshopper Club Zürich respectivamente, donde jugó varios partidos.
Más tarde, volvería al F. C. Winterthur donde disputó partidos con una regularidad considerable, llamando la atención del F. C. Luzern. En el mercado invernal de 2016 dio el salto a la liga italiana de la mano del Atalanta Bergamasca Calcio.

## Selección nacional
Ha sido internacional en categorías inferiores de Suiza.

### Participaciones en Copas del Mundo
| Mundial      | Sede  | Resultado        | Partidos | Goles |
| ------------ | ----- | ---------------- | -------- | ----- |
| Mundial 2018 | Rusia | Octavos de final | 0        | 0     |
| Mundial 2022 | Catar | Octavos de final | 4        | 1     |

### Participaciones en Eurocopas
| Copa          | Sede     | Resultado        | Partidos | Goles |
| ------------- | -------- | ---------------- | -------- | ----- |
| Eurocopa 2020 | Europa   | Cuartos de final | 5        | 0     |
| Eurocopa 2024 | Alemania | Cuartos de final | 5        | 1     |

## Estadísticas

### Clubes
Actualizado al último partido disputado el 5 de noviembre de 2024.
| Club                               | Div.          | Temporada     | Liga  | Liga  | Copas nacionales | Copas nacionales | Copas internacionales | Copas internacionales | Total | Total |
| Club                               | Div.          | Temporada     | Part. | Goles | Part.            | Goles            | Part.                 | Goles                 | Part. | Goles |
| ---------------------------------- | ------------- | ------------- | ----- | ----- | ---------------- | ---------------- | --------------------- | --------------------- | ----- | ----- |
| F. C. Winterthur · Suiza           | 2.ª           | 2009-10       | 2     | 0     | 0                | 0                | ―                     | ―                     | 2     | 0     |
| Grasshopper C. Z. · Suiza          | 1.ª           | 2010-11       | 5     | 1     | 2                | 1                | ―                     | ―                     | 7     | 2     |
| Grasshopper C. Z. · Suiza          | 1.ª           | 2011-12       | 7     | 0     | 2                | 1                | ―                     | ―                     | 9     | 1     |
| Grasshopper C. Z. · Suiza          | Total club    | Total club    | 12    | 1     | 4                | 2                | 0                     | 0                     | 16    | 3     |
| F. C. Winterthur · Suiza           | 2.ª           | 2011-12       | 14    | 2     | 1                | 0                | ―                     | ―                     | 15    | 2     |
| F. C. Winterthur · Suiza           | 2.ª           | 2012-13       | 35    | 3     | 2                | 1                | ―                     | ―                     | 37    | 4     |
| F. C. Winterthur · Suiza           | 2.ª           | 2013-14       | 21    | 3     | 1                | 0                | ―                     | ―                     | 22    | 3     |
| F. C. Winterthur · Suiza           | Total club    | Total club    | 72    | 8     | 4                | 1                | 0                     | 0                     | 76    | 9     |
| F. C. Lucerna · Suiza              | 1.ª           | 2013-14       | 12    | 1     | 1                | 0                | ―                     | ―                     | 13    | 1     |
| F. C. Lucerna · Suiza              | 1.ª           | 2014-15       | 33    | 7     | 3                | 0                | 2                     | 0                     | 38    | 7     |
| F. C. Lucerna · Suiza              | 1.ª           | 2015-16       | 18    | 1     | 4                | 0                | ―                     | ―                     | 22    | 1     |
| F. C. Lucerna · Suiza              | Total club    | Total club    | 63    | 9     | 8                | 0                | 2                     | 0                     | 73    | 9     |
| Atalanta B. C. · Italia            | 1.ª           | 2015-16       | 6     | 0     | 0                | 0                | ―                     | ―                     | 6     | 0     |
| Atalanta B. C. · Italia            | 1.ª           | 2016-17       | 33    | 5     | 2                | 0                | ―                     | ―                     | 35    | 5     |
| Atalanta B. C. · Italia            | 1.ª           | 2017-18       | 35    | 5     | 3                | 0                | 8                     | 1                     | 46    | 6     |
| Atalanta B. C. · Italia            | 1.ª           | 2018-19       | 35    | 2     | 4                | 0                | 5                     | 0                     | 44    | 2     |
| Atalanta B. C. · Italia            | 1.ª           | 2019-20       | 31    | 2     | 1                | 0                | 8                     | 1                     | 40    | 3     |
| Atalanta B. C. · Italia            | 1.ª           | 2020-21       | 34    | 2     | 5                | 0                | 7                     | 0                     | 46    | 2     |
| Atalanta B. C. · Italia            | 1.ª           | 2021-22       | 29    | 1     | 2                | 0                | 12                    | 1                     | 43    | 2     |
| Atalanta B. C. · Italia            | Total club    | Total club    | 203   | 17    | 17               | 0                | 40                    | 3                     | 260   | 20    |
| Nottingham Forest F. C. Inglaterra | 1.ª           | 2022-23       | 28    | 0     | 5                | 0                | ―                     | ―                     | 33    | 0     |
| Nottingham Forest F. C. Inglaterra | Total club    | Total club    | 28    | 0     | 5                | 0                | 0                     | 0                     | 33    | 0     |
| Bologna F. C. · Italia             | 1.ª           | 2023-24       | 32    | 2     | 2                | 0                | —                     | —                     | 34    | 2     |
| Bologna F. C. · Italia             | 1.ª           | 2024-25       | 10    | 0     | 0                | 0                | 4                     | 0                     | 14    | 0     |
| Bologna F. C. · Italia             | Total club    | Total club    | 42    | 2     | 2                | 0                | 4                     | 0                     | 48    | 2     |
| Total carrera                      | Total carrera | Total carrera | 420   | 37    | 40               | 3                | 46                    | 3                     | 506   | 43    |

## Palmarés

### Títulos nacionales
| Título      | Club               | País   | Año  |
| ----------- | ------------------ | ------ | ---- |
| Copa Italia | Bologna F. C. 1909 | Italia | 2025 |